# Casa Maveri
Casa Maveri è un palazzo di Milano situato in via Cernaia al civico 1.

## Storia e descrizione
Il palazzo fu realizzato a partire dal 1880 in uno stile neoromanico pisano ispirato alle architetture di epoca comunale, in continuità con l'architettura revival patriottica in voga in quegli anni. La palazzina, impostata su tre piani è dipinta su tutto il fronte a strisce orizzontali grigie e bianche: la facciata è quindi decorata con finestre ad arco a tutto sesto e balconi in pietra traforati. Il portale al pian terreno riprende la decorazione ad arco a tutto sesto usata per le finestre.